# Миндели, Леван Элизбарович
Леван Элизбарович Миндели (3 октября 1939 — 4 ноября 2019, Москва) — советский и российский экономист, специалист в области экономики науки, научно-технической и инновационной политики, прогнозирования науки и научно-технического развития, член-корреспондент РАН (2011), иностранный член НАН Грузии (2010).

## Биография
Родился в 1939 году в семье организатора угольной промышленности Элизбара Онисимовича Миндели.
В советское время работал в Центральном экономико-математическом институте, Институте народнохозяйственного прогнозирования. В 1969 году защитил кандидатскую диссертацию «Вопросы планирования, управления и оценки эффективности научных исследований».
В 1991 году создал Центр исследований и статистики науки, который возглавлял до февраля 2005 года. С мая 2005 года по июнь 2016 года — директор Института проблем развития науки РАН, в последнее время — научный руководитель Института.
22 декабря 2011 года избран членом-корреспондентом РАН по Отделению общественных наук.

## Научная деятельность
Автор 355 научных работ, в том числе 41 монографии, из них 3 личных, 25 аналитико-статистических и 59 статистических сборников, 3 учебников для вузов (в соавторстве). 41 работа переведена на иностранные языки.
Основные научные результаты:
- внесен значимый вклад в исследования проблем экономики и управления научно-технологическим развитием, получившие отражение в государственных документах по вопросам развития науки и инноваций: законах Российской Федерации, постановлениях Правительства, федеральных целевых программах, официальных докладах;
- создан регулярно выполняемый комплекс методических, статистических и исследовательских работ по оценке научно-технологического и инновационного потенциала России, в том числе формирование и поддержка информационно-аналитической базы для подготовки и принятия решений по управлению и прогнозированию развития науки и технологий в стране;
- разработана и внедрена система индикаторов состояния и результативности науки (с использованием международных сопоставлений), отражающая возможности и перспективы развития российской экономики и повышения эффективности её функционирования.

Был членом Экспертного совета по законодательным инициативам в сфере научно-технической политики комитетов Государственной Думы и Совета Федерации, ряда научных советов при Президиуме РАН и Минобрнауки России, диссертационных советов, членом редколлегии журнала «Инновации».

## Награды
- Премия Правительства Российской Федерации в области науки и техники (в составе группы, за 1999 год) — за создание системы мониторинга энергетической и экономической безопасности регионов России[4]
- Заслуженный деятель науки Российской Федерации (1997)[5]